# Campoplex melanostoma
Campoplex melanostoma är en stekelart som först beskrevs av Gabriel Strobl 1904.  Campoplex melanostoma ingår i släktet Campoplex och familjen brokparasitsteklar. Inga underarter finns listade.